# 1-е Алкино
1-е Алкино (баш. 1-се Алкин) — деревня в Благоварском районе Республики Башкортостан Российской Федерации. Входит в состав Дмитриевского сельсовета.

## География
Находится на северо-восточной окраине Бугульминско-Белебеевской возвышенности, у маловодной реки Чермасан.
Территория леса (преобладают берёза, дуб, липа и осина) в районе занимает всего 7 % территории района.
Климат, как и во всём в районе, умеренно континентальный с недостаточным увлажнением.

### Географическое положение
Расстояние до:
- районного центра (Языково): 65 км
- центра сельсовета (Дмитриевка): 10 км
- ближайшей ж/д станции (Буздяк): 26 км

## Население
| 2002 | 2009 | 2010 |
| ---- | ---- | ---- |
| 3    | ↘2   | →2   |

### Национальный состав
Согласно переписи 2002 года, преобладающие национальности — русские (33 %), украинцы (67 %).

## Инфраструктура
Личное подсобное хозяйство.
Основа экономики — сельское хозяйство.

## Транспорт
Просёлочные дороги.